# 김정현 (바둑 기사)
김정현(金庭賢, 1991년 4월 12일~)은 대한민국의 바둑 기사이다. 2009년 프로가 되었다.

## 학력
- 충암중학교 동문
- 충암고등학교 동문

## 약력
- 2009년 제119회 연구생입단대회 입단, 제53기 국수전 본선, 제15기 GS칼텍스배 본선
- 2010년 2단 승단, 제15기 GS칼텍스배 8강, 제16기 GS칼텍스배 24강
- 2011년 olleh배 4라운드 진출, 3단 승단, 제16회 삼성화재배 16강, 제7기 원익배 십단전 본선, 제17기 GS칼텍스배 24강 한국바둑리그 포스트시즌 MVP 수상
- 2013년 제18기 GS칼텍스배 8강, 4단 승단
- 2014년 2013 한국바둑리그 MVP